# Санта-Клара-де-Олимар
Санта-Клара-де-Олимар (исп. Santa Clara de Olimar) — город на востоке Уругвая, в департаменте Трейнта-и-Трес.

## География
Расположен на границе с департаментом Серро-Ларго, в 34 км к северо-востоку от Серро-Чато и в 21 км к юго-западу от Тупамбе. Через город проходит автомобильная дорога № 7. Абсолютная высота — 286 метров над уровнем моря.

## История
Был основан 7 марта 1878 года с названием Олимар. 12 июня 1911 года получил статус села (Pueblo). 21 августа 1962 года был переименован в Санта-Клара-де-Олимар и получил статус малого города (Villa).

## Население
Население по данным на 2011 год составляет 2341 человек.
| Год  | Население |
| ---- | --------- |
| 1963 | 2732      |
| 1975 | 2829      |
| 1985 | 2423      |
| 1996 | 2459      |
| 2004 | 2305      |
| 2011 | 2341      |

Источник: Instituto Nacional de Estadística de Uruguay